# Île Pingiane
L’île Pingiane est une île de Nouvelle-Calédonie appartenant administrativement à Voh.
Elle s'étend sur plus de 4,5 km de longueur pour environ 1 km de largeur.